# Akio Sohda
Akio Sohda (japonès: 左右田 秋雄)  (Dalian, 10 d'abril de 1909 - valor desconegut) va ser un jugador d'hoquei sobre herba japonès que va competir durant la dècada de 1930.
El 1932 va prendre part en els Jocs Olímpics de Los Angeles, on va guanyar la medalla de plata com a membre de l'equip japonès en la competició d'hoquei sobre herba.